# Metopta interlineata
Metopta interlineata är en fjärilsart som beskrevs av Butler 1878. Metopta interlineata ingår i släktet Metopta och familjen nattflyn. Inga underarter finns listade i Catalogue of Life.